# Fossombrone
Fossombrone é uma comuna italiana da região das Marcas, Província de Pesaro e Urbino, com cerca de 9.586 habitantes. Estende-se por uma área de 106 km², tendo uma densidade populacional de 90 hab/km². Faz fronteira com Cagli, Fermignano, Fratte Rosa, Isola del Piano, Montefelcino, Pergola, Sant'Ippolito, Urbino.